# Rocket Lab
Rocket Lab is een in 2006 opgericht Amerikaans NewSpace-bedrijf dat zich richt op de lancering en productie van lichte satellieten en andere kleine ruimtevrachten, waaronder CubeSats. Het bedrijf werkt ook aan een raket voor het lanceren van vrachten van gemiddeld formaat. Het bedrijf staat onder leiding van CEO Peter Beck en heeft naast een hoofdkantoor in Los Angeles ook faciliteiten in Nieuw-Zeeland.

## Geschiedenis

Rocket Labs logo tot 2022

In 2009 werd eenmalig een door Rocket Lab ontwikkelde sondeerraket genaamd Ātea-1 gelanceerd. Daarna werd ingezet op de ontwikkeling van een lichte orbitale raket die in 2014 werd aangekondigd.
In 2017 werd de eerste Electron gelanceerd. De raket haalde de ruimte maar werd door een probleem met een grondstation vernietigd voor deze de orbitale snelheid haalde. Het bedrijf had rond die tijd 150 medewerkers.
In 2018 toonde Rocket Lab de orbitale capaciteit van de door hun ontwikkelde raket de Electron aan tijdens een testvlucht en besloot men over te gaan tot commerciële lanceringen. Rocket Lab was daarmee het eerste bedrijf in de NewSpace-beweging dat een commerciële lichte draagraket in een baan om de aarde kreeg en zou vrijwel onmiddellijk de marktleider in dit marktsegment worden.
Rocket Lab heeft aangekondigd vanaf maart 2019 maandelijks te zullen lanceren. In 2020 hoopt Rocket Lab dat ritme te verdubbelen naar 24 per jaar. Overigens lanceerde Rocket Lab in 2019 zes raketten en geen negen zoals verwacht. Er wordt ook elke maand een Electron-raket opgeleverd. In april 2019 maakte Peter Beck bekend dat Rocket Lab begonnen is satellieten te bouwen.
In maart 2020 nam Rocket Lab het bedrijf Sinclair Interplanetary over. Dat bedrijf is gespecialiseerd in het produceren van onderdelen voor satellieten.
Op 28 februari 2021 meldde de The Wall Street Journal dat Rocket Lab in onderhandeling is over een bedrijfsfusie met Vector Aquisition, een special-purpose acquisition company (SPAC), waardoor het bedrijf op de beurs komt. Rocket Lab vertegenwoordigde op dat moment een waarde van 4,1 miljard dollar. Met het geld dat door deze deal vrij komt zou Rocket Lab een mediumklasseraket genaamd Neutron willen ontwikkelen. Dit is opvallend omdat Peter Beck altijd expliciet had gezegd alleen voor die small-launchmarkt te willen gaan. Eerder zou hij de Electron ook "absoluut niet" herbruikbaar maken maar stelde hij zijn mening daarover anderhalf jaar eerder ook bij. De volgende dag bevestigde RocketLab zijn plannen voor de Neutron in een video in de humoristische stijl van Peter Beck, waarbij hij zijn pet op at, gevolgd door een persbericht. 
Op 20 augustus 2021 werd de fusie van Vector Aquisition met Rocket Lab door de aandeelhouders van Vector goedgekeurd. Het beursgenoteerde lege fonds Vector Aquisition nam daarbij de naam van Rocket Lab aan. De overname werd per 25 augustus 2021 van kracht waarop het bedrijf als $RKLB aan de Nasdaq genoteerd staat. Rond diezelfde tijd contracteerde NASA Rocket Lab om een Mars-satelliet te bouwen op basis van hun Photon-satellietplatform. De lancering daarvan moet in 2024 plaatsvinden.
In mei 2022 werd een test gedaan voor het met een helikopter "opvangen" van een aan een parachute dalende rakettrap (door een hangende kabel met een haak aan de rakettrap aan te haken) om deze dan aan land te brengen. Het eerste was een succes, maar onderweg naar land moest de helikopter de rakettrap in zee laten vallen voor de veiligheid, omdat de vlucht onstabiel werd. Een reden om de booster liever niet in zee te laten landen is dat zout water corrosie kan veroorzaken.
Met de lancering van de NASA-satelliet CAPSTONE op 28 juni 2022 bewees Rocket Lab dat ze ook verder dan een baan om de aarde kunnen lanceren met de Electron.
Op 23 mei 2023 kocht Rocket Lab het hoofdkwartier met de rakettenfabriek van Virgin Orbit nadat dat bedrijf failliet was gegaan. De fabriek ligt vlak naast Rocket Labs eigen Amerikaanse hoofdkwartier.

## Lanceer- en ruimtevaartuigen

### Electron

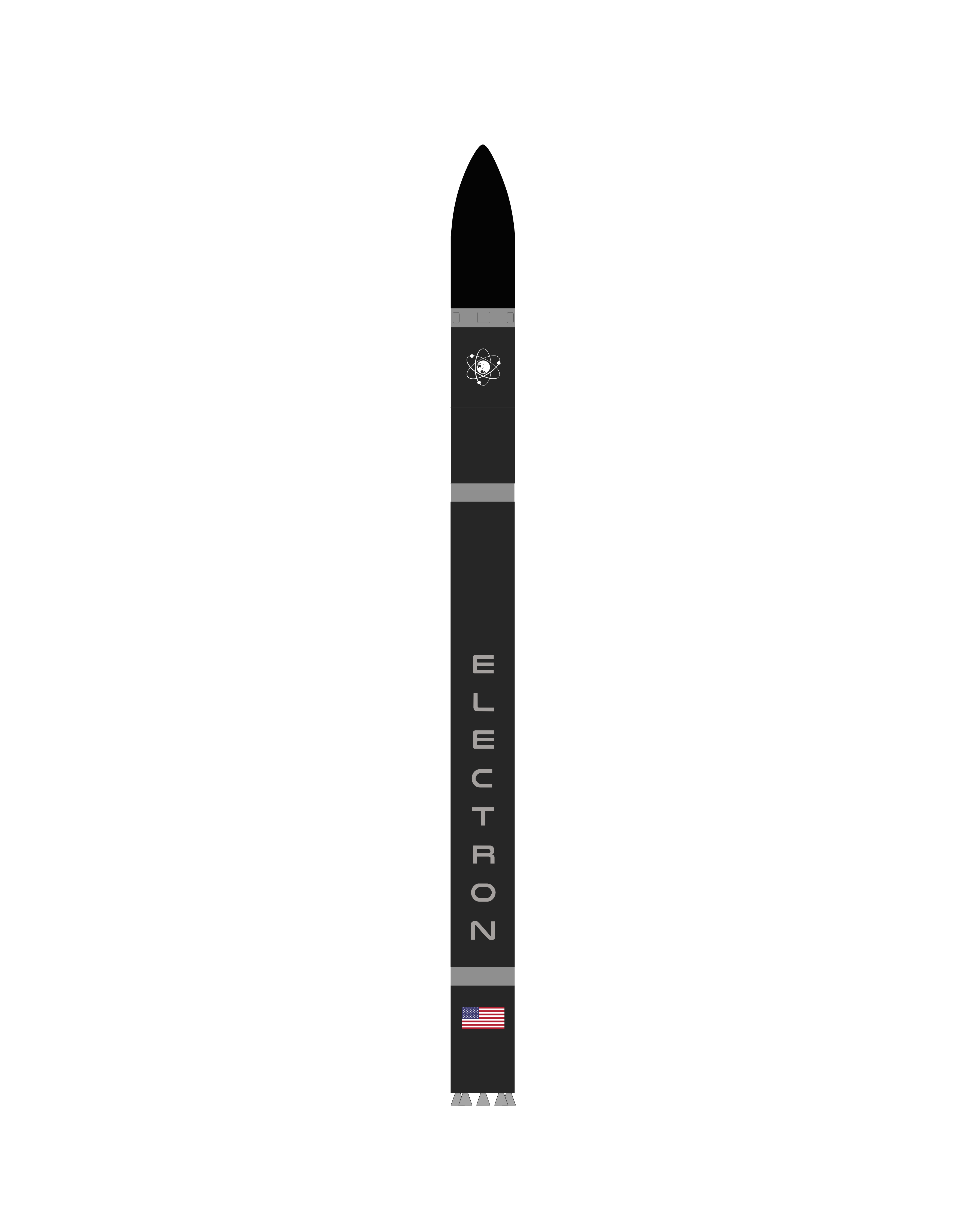
Electron met de kleine neuskegel

Rocket Lab ontwikkelde de Electron, een zeer lichte tweetrapsraket die bij de introductie in 2017 ladingen tot 150 kg en anno augustus 2020 tot 200 kg in een 500 km hoge baan in de draairichting van de aarde kan brengen. Naar lagere banen was de maximum vrachtcapaciteit 225 kg en dat is door verbeteringen tot 300 kg toegenomen. Bijzonder aan de Rutherford-raketmotoren is dat ze een elektrische brandstofpomp gebruiken in plaats van de gebruikelijke turbopomp. De motoren worden in Huntington Beach in de Amerikaanse staat Californië geproduceerd. De koolstofvezel raket wordt in Nieuw-Zeeland gebouwd. In oktober 2018 werd daarvoor in Auckland een nieuwe rakettenfabriek geopend.
Omdat de capaciteit is vergroot biedt Rocket Lab sinds augustus 2020 ook de mogelijkheid van een grotere neuskegel aan.
Op 6 augustus 2019 kondigde Peter Beck op de SmallSat-conferentie aan de eerste trap van de Electron herbruikbaar te gaan maken. De daarvoor gebruikte methode is een parachute waarna vervolgens met een haak onder een helikopter te vangen. Een methode die bekendstaat als mid-air-capture. Beck gaf als belangrijkste argument dat wanneer eerste trappen, die het grootste deel van de raket vormen, eenmalig kunnen worden hergebruikt, dit al overeenkomt met een verdubbeling van Rocket Labs productiecapaciteit.
Op 20 november wist Rocket Lab met een boosterlanding in zee en dus nog zonder inzet van een helikopter voor het eerst een booster te bergen.
Een optionele kick-stage genaamd Curie maakt het mogelijk meerdere satellieten in hun ideale baan te brengen. Een krachtiger variant met de HyperCurie-motor is geschikt voor lichte interplanetaire missies.

### Photon
De Photon is een satellietplatform dat is gebaseerd op de Curie-kickstage van de Electron-raket en vormt de basis voor satellieten. De Photon levert de besturing en elektriciteit en bevat tevens het communicatiesysteem voor instrumenten van klanten. Met Photon is Rocket Lab ook in staat om tot 30 kilogram aan instrumentarium in een baan om de maan te brengen. Voor dat type missies wordt de Photon wel met een krachtiger bi-propellant-raketmotor uitgerust. Op 31 augustus 2020 werd de eerste Photon gelanceerd. Het debuut werd op 3 september bekendgemaakt. Hoewel Photon in eerste aanleg is ontworpen om met Electron-raketten te worden gelanceerd kan dit ook met andere draagraketten gebeuren. Zo laat Varda Space in 2023 een rond de Photon ontworpen satelliet per SpaceX Falcon 9 lanceren.

### Neutron
Neutron is een in 2021 aangekondigde mediumklasse-draagraket. Dat wil zeggen dat de maximale nuttige lading naar een lage baan om de aarde tussen de 2000 en 20.000 kilogram ligt. Bij de Neutron zal dat 8000 kilogram zijn; dat is vergelijkbaar met de Antares en Sojoez. Bij de ontwerp-updatepresentatie van december 2021 waarbij het concrete ontwerp werd gepresenteerd sprak Beck over “een raket zoals die in 2050 wordt ontworpen maar dan nu gemaakt” en “een ontwerp waarbij tijdens de ontwerpfase alle conventies aan de kaak werden gesteld”.
Anders dan met de Electron die de eerste jaren bijna een monopoly in de lichte lanceermarkt had, stapt Rocket Lab met deze raket in een markt waar de concurrentie moordend is. SpaceX, United Launch Alliance, Arianespace, de ISRO en de Sojoez bedienen deze markt reeds. Ook Blue Origin en Relativity Space komen met raketten voor deze markt. Rocket Lab denkt de prijs van een lancering lager te kunnen leggen dan de concurrentie. De keuze voor een mediumklassedraagraket tot 8000 kilogram is opvallend omdat er voor de vergelijkbare Antares en de Delta II in het voorgaande decennium nauwelijks een markt was. Beck denkt aan de ontwikkeling zo’n 200 miljoen dollar kwijt te zijn en alle benodigde kennis reeds in huis te hebben.
Op 14 november 2024 kondigde Rocket Lab aan dat het een eerste klant had voor Neutron, en dat een eerste lancering gepland is voor midden 2025.

### HASTE
HASTE is een is een op 17 april 2023 bekend gemaakte raket die sterk op de Electron is gebaseerd en testvrachten tot 700 kilogram aan hypersonische snelheden in de atmosfeer kan blootstellen. Het zijn vooral de neuskegels en het vluchtprofiel die afwijken van de standaard Electron. Ook bevat HASTE geen kickstage.
De eerste HASTE werd op 18 juni 2023 vanaf LC-2 met succes gelanceerd met een geheime vracht voor een niet gespecificeerde klant.

## Lanceerplaatsen
Rocketlab lanceert vanaf twee lanceerbases met in totaal drie lanceerplatforms. Van die platforms is er een in aanbouw en een in afwachting van zijn eerste lancering.

### LC-1

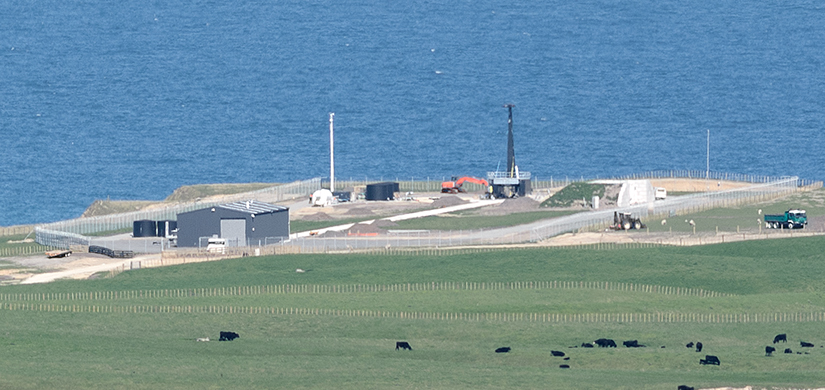
Rocket Lab Launch Complex 1 in september 2016

De eerste lanceerbasis van Rocket Lab, genaamd "Rocket Lab Launch Complex 1" is in Nieuw-Zeeland, op het zuidelijkste puntje van het schiereiland Mahia. Dit is ‘s werelds eerste actieve private ruimtehaven voor orbitale vluchten.
Bij de keuze voor Nieuw-Zeeland  waren de overwegingen onder meer dat Rocket Lab er wekelijks wil kunnen lanceren. Dat is volgens Peter Beck in de Verenigde Staten niet mogelijk omdat het luchtruim daar veel drukker bezet is en de impact van een lancering voor het vliegverkeer daar veel groter is. Sinds 18 december 2019 is er op Launch Complex 1 een tweede lanceerplatform genaamd LC-1B in aanbouw dat in februari 2022 gereed kwam. Het eerste platform heet voortaan LC-1A.
Bij LC-1 hoort ook een trackingstation dat op Chatham Island is gevestigd en van belang is voor de communicatie met de raket.

### LC-2
Op 10 juli 2018 maakte Rocket Lab bekend te zullen gaan uitbreiden met een lanceerplaats in de Verenigde Staten. Rocket Lab had een shortlist met daarop de volgende vier lanceerlocaties: 
- Cape Canaveral Air Force Station
- Wallops Flight Facility
- Pacific Spaceport Complex - Alaska
- Vandenberg Air Force Base

Op 17 oktober 2018 maakte Rocket Lab bekend dat Launch Complex 2 (LC-2) op de Mid-Atlantic Regional Spaceport komt, dat ten zuiden van NASA’s Wallops Flight Facility op Wallops Island ligt en daar voor 2003 een onderdeel van was. De bouw zou in januari 2019 echt beginnen en men hoopte de eerste raket daar al in het derde kwartaal van 2019 te kunnen lanceren. De gereedkoming vertraagde tot begin 2020. De eerste lancering liet toen nog drie jaar op zich wachten omdat het ontwikkelen van een vereist universeel vluchtbeeindigingssysteem door Rocket Lab voor NASA langer duurde. Op 24 januari 2023 vond de eerste lancering vanaf LC-2 plaats.
De keuze viel op Wallops Island omdat er daar betrekkelijk weinig lanceringen plaatsvinden terwijl er vanaf de Spacecoast in Florida al veel lanceringen plaatsvinden. Doel van deze lanceerplaats is vooral het in de wacht slepen van lanceercontracten met het Pentagon. Amerikaanse militaire satellieten met een veiligheidskarakter moeten namelijk vanaf Amerikaans grondgebied worden gelanceerd. LC-2 moet 12 lanceringen per jaar aankunnen.

## Klandizie
Nog voor de Electron zijn eerste lading in de ruimte had afgezet stonden er al meerdere vluchten geboekt. De meest opvallende vroege klant was Moon Express dat drie vluchten van hun mini MX-1-maanlanders naar de maan boekte. De status van dat bedrijf en die geplande lanceringen is anno 2020 onduidelijk.
Verder is Spaceflight Industries een klant die veel cubesats van derden aanlevert.
In oktober 2019 was Rocket Lab een van de acht lanceerbedrijven die door de USAF werden geselecteerd om onder het Orbital Services Program-4 lichte tot medium militaire vrachten te lanceren.

## Lijst met lanceringen
| Volg nr. | Lanceerdatum en tijd (UTC) | Type raket        | Lanceerplaats | Raketnaam (Uitleg naam) | Vracht en klant(en) | Bijzonderheden | Uitkomst                                                       |
| -------- | -------------------------- | ----------------- | ------------- | --- | --- | --- | -------------------------------------------------------------- |
| 1        | 25 mei 2017                | Electron          | LC-1A         | It's a test | - | eerste testvlucht | Vlucht afgebroken                                              |
| 2        | 21 januari 2018            | Electron-Curie    | LC-1A         | Still testing | Diversen waaronder Humanity Star | tweede testvlucht, eerste gebruik Curie | Succes                                                         |
| 3        | 11 november 2018 3:50      | Electron-Curie    | LC-1A         | It's business time | Diverse CubeSats | - | Succes                                                         |
| 4        | 16 december 2018 6:33      | Electron-Curie    | LC-1A         | This one's for Pickering | ELaNa-19 NASA | 13 CubeSats | Succes                                                         |
| 5        | 28 maart 2019 23:27        | Electron-Curie    | LC-1A         | Two Thumb’s Up (ter nagedachtenis aan een pas verongelukt personeelslid) | R3D2 DARPA | 1 techniekdemonstrator voor een uitvouwbare schotelantenne | Succes                                                         |
| 6        | 5 mei 2019 6:00            | Electron-Curie    | LC-1A         | That’s a funny looking cactus (gebouwd in New Mexico) | STP-27RD, USAF | Drie techniekdemonstrators | Succes                                                         |
| 7        | 29 juni 2019 4:30          | Electron-Curie    | LC-1A         | Make it rain (verwijzing naar de regenrijke zomers in Seattle waar Spaceflight is gevestigd) | Meerdere satelliet geboekt via Spaceflight Industries | 4 satellieten | Succes                                                         |
| 8        | 19 augustus 2019 12:12     | Electron-Curie    | LC-1A         | Look Ma, No Hands! | Spaceflight Industries, UnseenLabs | 4 satellieten | Succes                                                         |
| 9        | 17 oktober 2019 1:22       | Electron-Curie    | LC-1A         | As The Crow Flies verwijzing naar Astro Digitals Corvus-platform | Astro Digital | eerste keer een lanceervenster van een tel, 1 satelliet genaamd “Palisade” | Succes                                                         |
| 10       | 6 december 2019            | Electron-Curie    | LC-1A         | Running Out Of Fingers (tiende vlucht) | Alba Orbital, Spaceflight Industries | Totaal 7 satellieten. De booster-trap was uitgerust met sensors en besturingshardware voor re-entry-tests t.b.v. de ontwikkeling van herbruikbaarheid. Ook was voor het eerst een systeem voor automatische vluchtbeëindiging actief. Lancering werd een week vertraagd door een technisch probleem in de lanceerinstallatie | Succes                                                         |
| 11       | 31 januari 2020 2:56       | Electron-Curie    | LC-1A         | Birds of a Feather (verwijzing naar de Amerikaanse zeearend en de kiwi. Vogels die een nationaal symbool van de Verenigde Staten en van Nieuw-Zeeland zijn. En de uitdrukking “Birds of a feather stick together.“ (Soort zoekt soort)) | NROL-151 NRO | (geheime spionagesatelliet) | Succes                                                         |
| 12       | 13 juni 2020 05:12         | Electron-Curie    | LC-1A         | Don’t stop me now! Ter nagedachtenis aan een overleden medewerker die fan was van Queen | NASA, NRO, UNSW | Uitgesteld van 27 maart wegens de coronacrisis | Succes                                                         |
| 13       | 4 juli 2020 21:19          | Electron-Curie    | LC-1A         | Pics Or It Didn’t Happen wegens de lancering van louter observatiesatellieten | Spaceflight Industries | 7 satellieten voor drie klanten van Spaceflight Industries | Mislukt Na 5:41 minuten accelereerde de tweede trap niet meer. |
| 14       | 31 augustus 2020 03:05     | Electron-Photon   | LC-1A         | I can’t believe it’s not optical | Sequoia-satelliet Capella Space | return to flight, debuut Photon | Succes                                                         |
| 15       | 28 oktober 2020 20:21      | Electron-Curie    | LC-1A         | In Focus | negen Super Dove-satellieten van Planet Labs en CE-SAT-2B van Canon Electronics via SpaceFlight Industries                                                          | | Succes                                                         |
| 16       | 19 november 2020           | Electron-Curie    | LC-1A         | Return to Sender | Drag Racer BRO-2 BRO-3 APSS-1 24 Spacebees (microsatellieten) tuinkabouter Chompski                                                                                 | eerste poging tot terugbrengen booster | Succes                                                         |
| 17       | 15 december 2020           | Electron-Curie    | LC-1A         | The Owls Night Begins | StriX-A | | succes                                                         |
| 18       | 20 januari 2021 7:26       | Electron-Curie    | LC-1A         | Another One Leaves the Crust | OHB Cosmos | | succes                                                         |
| 19       | 22 maart 2021 22:30        | Electron-Photon   | LC-1A         | They go up so fast | Gunsmoke-J M2 Veery Hatchling Myriota 7 Centauri 3 Black Sky-satelliet                                                                                              | Diverse smallsats, eerste commerciële gebruik Photon | Succes                                                         |
| 20       | 15 mei 2021 11:11          | Electron-Curie    | LC-1A         | Running Out Of Toes | Black Sky-satellieten | eerste vlucht met een adapter voor satelite-stacking | Mislukt. Tweede trap viel na enkele seconden uit.              |
| 21       | 29 juli 2021 06:00         | Electron-Curie    | LC-1A         | It's A Little Chile Up Here | STP-27RM US Space Force | | Succes                                                         |
| 22       | 18 november 2021 01:38     | Electron-Curie    | LC-1A         | Love At First Insight | BlackSky | | Succes                                                         |
| 23       | 9 december 2021            | Electron-Curie    | LC-1A         | A Data With Destiny | BlackSky | | Succes                                                         |
| 24       | 28 februari 2022           | Electron-Curie    | LC-1B         | The Owl’s Night Continues | Synspective | | Succes                                                         |
| 25       | 2 april 2022               | Electron-Curie    | LC-1A         | Without Mission a Beat | BlackSky | | Succes                                                         |
| 26       | 2 mei 2022                 | Electron-Curie    | LC-1A         | There and Back Again | Meerdere klanten (Rideshare), 34 satellieten, waaronder: Alba Orbital, Astrix Astronautics, Aurora Propulsion Technologies, E-Space, Spaceflight Inc. en Unseenlabs | | Succes                                                         |
| 27       | 28 juni 2022               | Electron-Explorer | LC-1B         | CAPSTONE | NASA en Advanced Space | | Succes                                                         |
| 28       | 13 juli 2022               | Electron-Curie    | LC-1A         | Wise One Looks Ahead | National Reconnaissance Office (NRO) | | Succes                                                         |
| 29       | 4 augustus 2022            | Electron-Curie    | LC-1B         | Antipodean Adventure | National Reconnaissance Office (NRO) | | Succes                                                         |
| 30       | 15 september 2022          | Electron-Curie    | LC-1B         | The Owl Spreads Its Wings | Synspective | | Succes                                                         |
| 31       | 7 october 2022             | Electron-Curie    | LC-1B         | It Argos Up From Here | General Atomics Electromagnectic Systems | | Succes                                                         |
| 32       | 4 november 2022            | Electron-Curie    | LC-1B         | Catch Me If You Can | Swedish National Space Agency (SNSA) | | Succes                                                         |
| 33       | 24 januari 2023            | Electron-Curie    | LC-2          | Virginia is for Launch Lovers | HawkEye 360 | | Succes                                                         |
| 34       | 16 maart 2023              | Electron-Curie    | LC-2          | Stronger Together | Capella Space | | Succes                                                         |
| 35       | 24 maart 2023              | Electron-Curie    | LC-1B         | The Beat Goes On | BlackSky Global | | Succes                                                         |
| 36       | 8 mei 2023                 | Electron-Curie    | LC-1B         | Rocket Like A Hurricane | NASA | | Succes                                                         |
| 37       | 26 mei 2023                | Electron-Curie    | LC-1B         | Coming to a Storm Near You | NASA | | Succes                                                         |
| 38       | 18 juni 2023               | HASTE             | LC-2          | Scout's Arrow | Leidos | | Succes                                                         |
| 39       | 18 juli 2023               | Electron-Curie    | LC-1B         | Baby Come Back | Meerdere klanten (Rideshare) NASA, Space Flight Laboratory (SFL) en Spire Global                                                                                    | | Succes                                                         |
| 40       | 24 augustus 2023           | Electron-Curie    | LC-1B         | We Love the Nightlife | Capella Space | | Succes                                                         |
| 41       | 19 september 2023          | Electron-Curie    | LC-1B         | We Will Never Desert You | Capella Space | | Mislukt                                                        |
| 42       | 15 december 2023           | Electron-Curie    | LC-1B         | The Moon God Awakens | iQPS | | Succes                                                         |
| 43       | 31 january 2024            | Electron-Curie    | LC-1B         | Four Of A Kind | Spire Global and NorthStar Earth & Space | | Succes                                                         |
| 44       | 19 februari 2024           | Electron-Curie    | LC-1B         | On Closer Inspection | Astroscale Japan Inc. | | Succes                                                         |
| 45       | 13 maart 2024              | Electron-Curie    | LC-1B         | Owl Night Long | Synspective | | Succes                                                         |
| 46       | 21 maart 2024              | Electron-Curie    | LC-2          | Live and Let Fly | National Reconnaissance Office (NRO) | | Succes                                                         |
| 47       | 24 april 2024              | Electron-Curie    | LC-1B         | Beginning Of The Swarm | SaTReC/KAIST, NASA | | Succes                                                         |
| 48       | 25 mei 2024                | Electron-Curie    | LC-1B         | Ready, Aim, PREFIRE | NASA | | Succes                                                         |
| 49       | 5 juni 2024                | Electron-Curie    | LC-1B         | PREFIRE And Ice | NASA | | Succes                                                         |
| 50       | 19 juni 2024               | Electron-Curie    | LC-1B         | No Time Toulouse | Kinéis | | Succes                                                         |